# Ocquerre
Ocquerre je francouzská obec v departementu Seine-et-Marne v regionu Île-de-France. V roce 2011 zde žilo 426 obyvatel.

## Sousední obce
Cocherel, Crouy-sur-Ourcq, Lizy-sur-Ourcq, Mary-sur-Marne, May-en-Multien, Tancrou, Vendrest

## Vývoj počtu obyvatel
Počet obyvatel 